# Anstalten Täby
Anstalten Täby är en anstalt i säkerhetsklass 2, med 6 platser av säkerhetsklass 3, och ligger i Täby norr om Stockholm. Anläggningen byggdes 1984 och har 44 slutna platser.

## Anstaltsplatser för barn och ungdomar
I september 2023 fick Kriminalvården i uppdrag av regeringen att förbereda inrättandet av särskilda enheter för unga i åldern 15–17 år. I januari 2025 fattade Kriminalvården ett inriktningsbeslut om vilka anstalter skulle kunna bli aktuella för framtida barn- och ungdomsavdelningar, där anstalten Täby nämndes som en av åtta planerade platser.